# Epizootia
Epizootia, epizoocja (pomór, zaraza) – występowanie zachorowań na jedną z chorób zakaźnych, wśród zwierząt domowych lub dzikich na danym terenie, w zdecydowanie większej liczbie niż w poprzednich latach rejestracji danych.
Analogiczne zjawisko w zbiorowiskach ludzkich nazywamy epidemią, a roślinnych epifitozą.
W 1924 r. w Paryżu powołano Międzynarodowy Urząd ds. Zwalczania Epizootii (fr. Office International des Epizooties, OIE). W 2003 zmienił nazwę na Światowa Organizacja Zdrowia Zwierząt.